# Grifeo
De familie Grifeo is een Italiaans prinselijk huis dat de titel Prins van Partanna voert.

## Geschiedenis

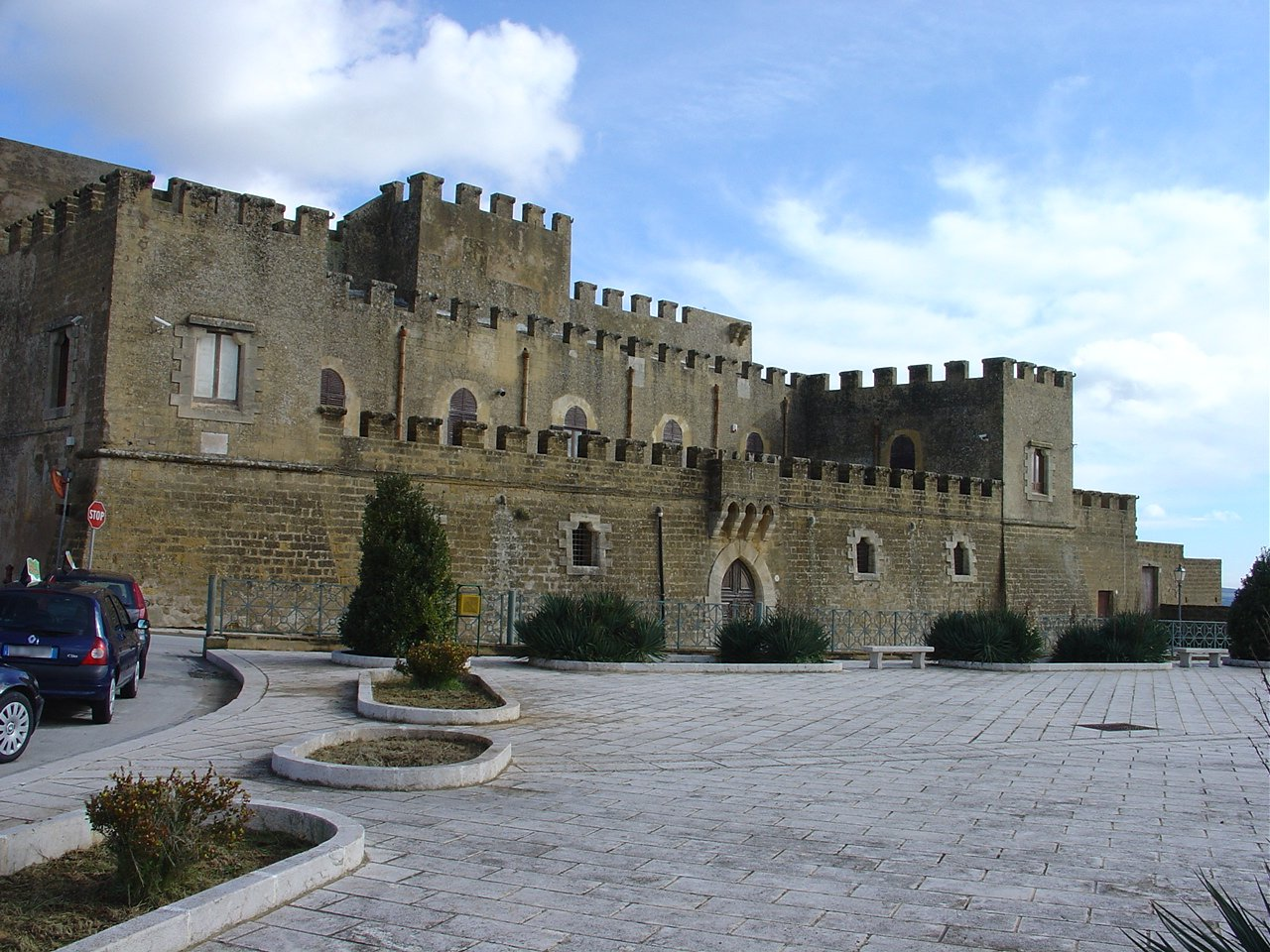
Castello dei Graffeo

De oudste generaties vermelden reeds Giovanni II Graffeo als heer van Partanna.
Dankzij Koning Filips kreeg Willem I Grifeo in 1627 de titel Prins van Partanna. De familie was in dienst van verschillende koningen.In Partanna staat hun kasteel, dat nog steeds is bewoond.

## Familieleden
- Willem I Grifeo, XVIII baron van Partanna.
- graaf Carlo Grifeo, fregatkapitein in de koninklijke marine: Hij was de oom van Koningin Paola van België.